# Skimmia laureola
Skimmia laureola là một loài thực vật có hoa trong họ Cửu lý hương. Loài này được (DC.) Siebold & Zucc. ex Walp. miêu tả khoa học đầu tiên năm 1845.

## Hình ảnh

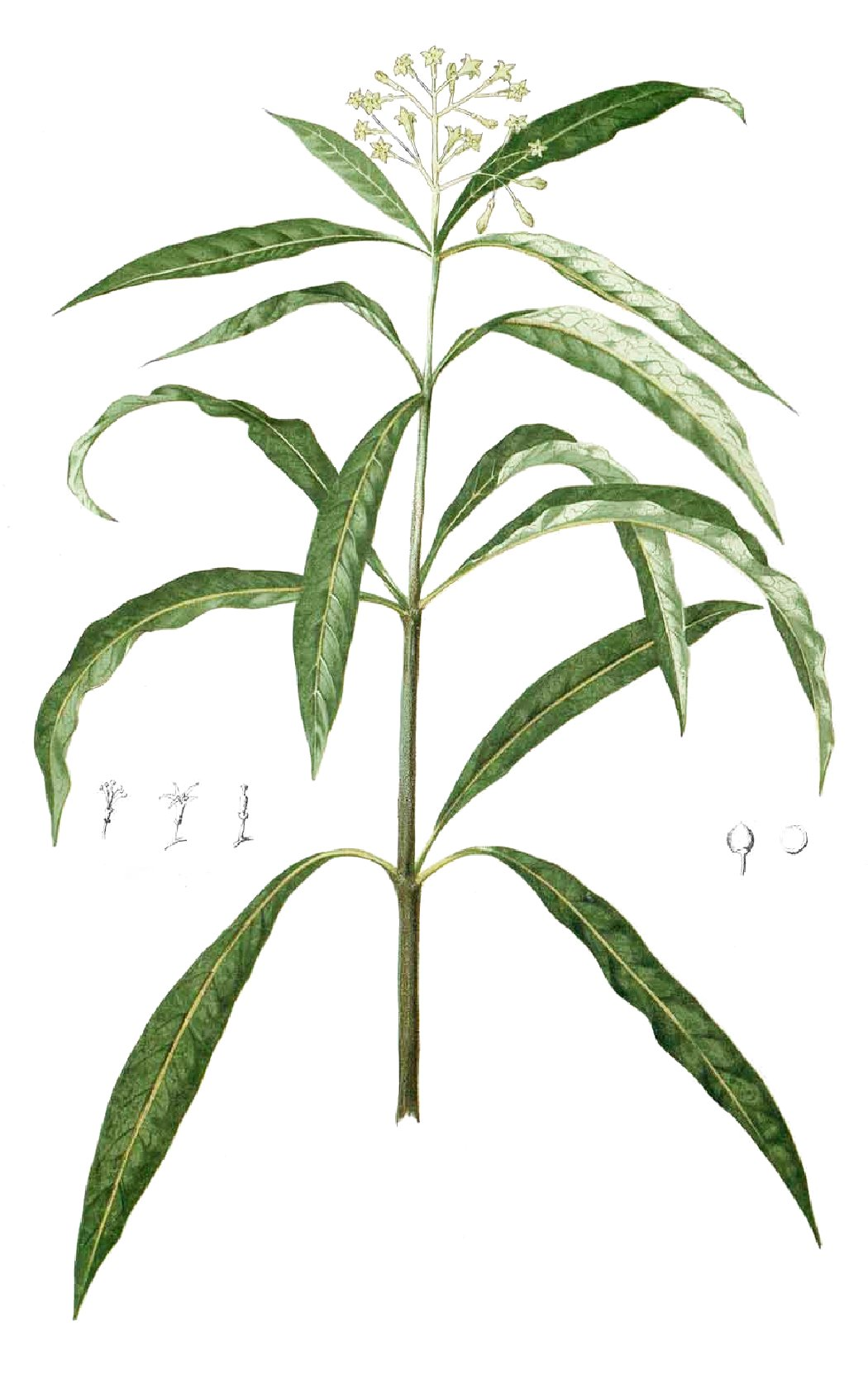
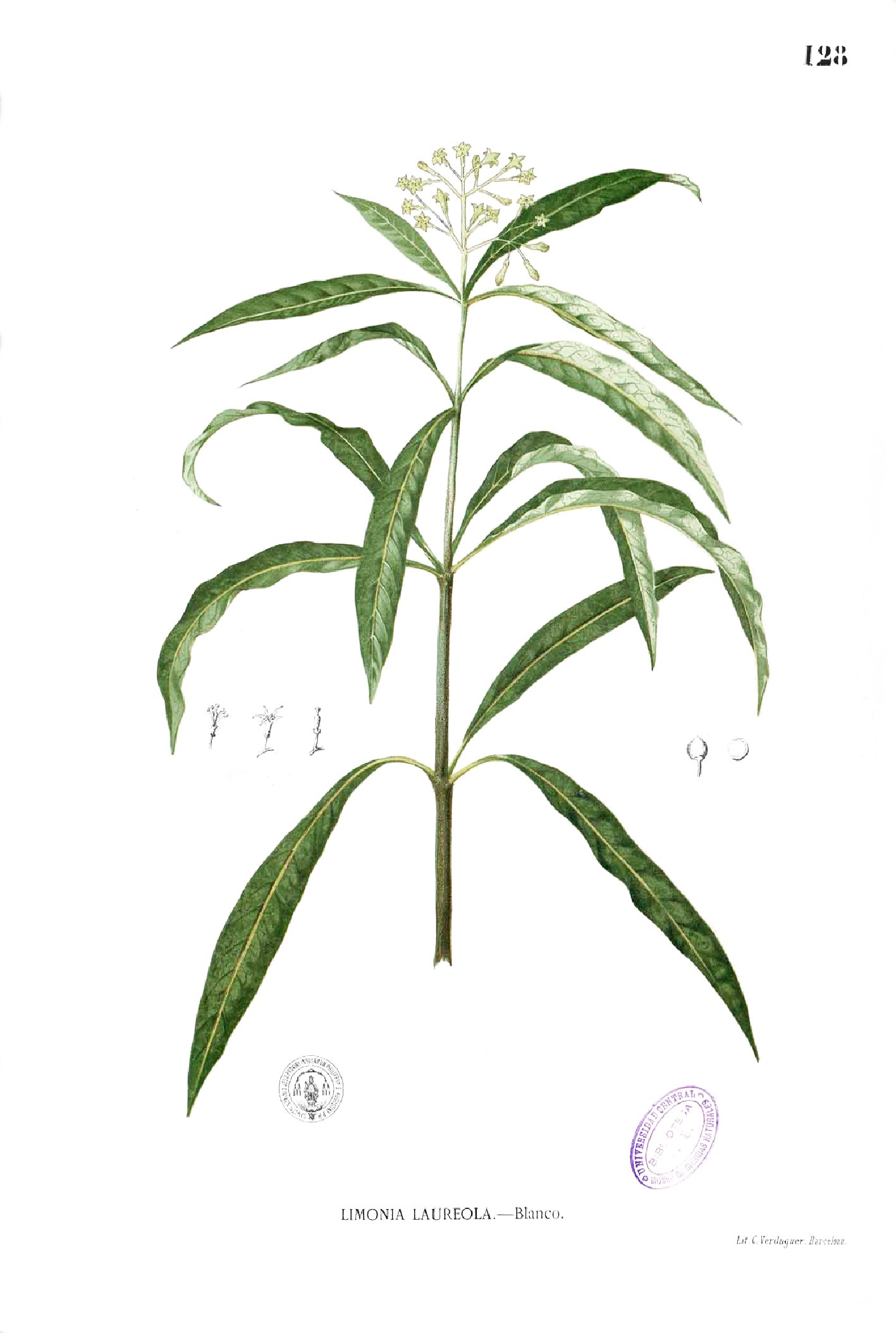
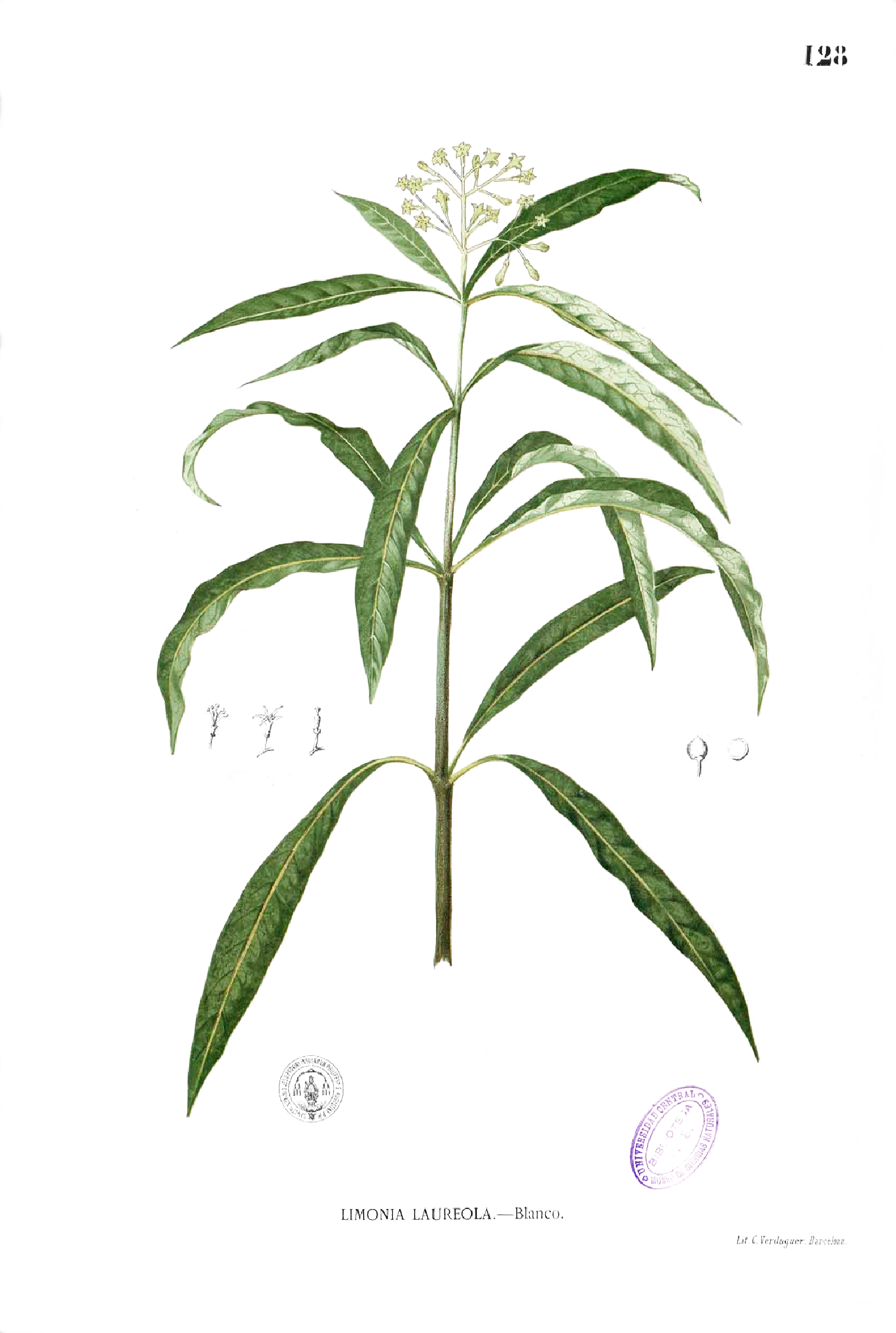